# ت ع م+04:51
التوقيت العالمي المنسق +04:51 أو ت ع م+04:51 {بالإنجليزية:UTC+04:51} هو مقابلة الوقت المحلي للتوقيت العالمي المنسق +04:51. وقد استخدم كتوقيت بومباي حتى عام 1955 عندما أغلقت فجوة 39 دقيقة وراء التوقيت الهندي الرسمي (ت ع م+05:30